# Hello! “Z”
『Hello! “Z”』（ハロー! ズー）は、ねごとのミニアルバム。2010年9月29日にKi/oon Recordsから発売された。「Hello！」は、デビュー1枚目ということから「はじめまして」、「“Z”」は、当バンド名にかけて睡眠中の意の「Z」、さらに「（アルファベットの）最後尾」ということから、「終わりの始まり（新しいねごとの始まり）」という意味合いが込められている。

## 概要
「閃光ライオット2008」において披露された「ループ」を筆頭に、全6曲を収録。
初回限定仕様はカラートレイ仕様。また、メンバーオリジナルデザインのメッセージプリントが施されている(全4種中1種)。

## 収録曲
| 全作詞: 蒼山幸子（※特記以外）、全作曲: 沙田瑞紀・蒼山幸子。 |                                     |                        |                     |      |
| #                                                           | タイトル                            | 作詞                   | 作曲・編曲          | 時間 |
| 1.                                                          | 「ループ」                          | 蒼山幸子 （※特記以外） | 沙田瑞紀 ・蒼山幸子 | 2:56 |
| 2.                                                          | 「透き通る衝動」                    | 蒼山幸子 （※特記以外） | 沙田瑞紀 ・蒼山幸子 | 3:23 |
| 3.                                                          | 「ワンダーワールド」                | 蒼山幸子 （※特記以外） | 沙田瑞紀 ・蒼山幸子 | 3:51 |
| 4.                                                          | 「うずまき」                        | 蒼山幸子 （※特記以外） | 沙田瑞紀 ・蒼山幸子 | 3:33 |
| 5.                                                          | 「NO」(※作詞: 沙田瑞紀、藤咲佑)     | 蒼山幸子 （※特記以外） | 沙田瑞紀 ・蒼山幸子 | 4:21 |
| 6.                                                          | 「夕日」(※作詞: 蒼山幸子、沙田瑞紀) | 蒼山幸子 （※特記以外） | 沙田瑞紀 ・蒼山幸子 | 4:23 |
| 合計時間:                                                   | 合計時間:                           | 22:27                  |                     |      |

### 楽曲解説
1. ループ

テレビ東京系「JAPAN COUNTDOWN」の2010年10月度エンディングテーマ。全国FM・AMラジオ40局以上とスペースシャワーTVでパワープレイを獲得。
閃光ライオット2008出場時の音源がそのまま収録されている。
2. 透き通る衝動
3. ワンダーワールド
4. うずまき
5. NO
6. 夕日

## 演奏
- 蒼山幸子：Vocal, Keyboards
- 沙田瑞紀：Guitar, Chorus
- 藤咲佑：Bass, Chorus
- 澤村小夜子：Drums, Chorus
- いしわたり淳治：Sound Produce & Word Produce (#2.3)
- ねごと & milk：Produce (#1.4.5.6)